# Sturla (Genova)
Sturla (Sturla /ˈstyːrla/ in ligure) è un quartiere residenziale di 7 688 abitanti del comune di Genova, compreso nel Municipio IX Levante. Già antico borgo di pescatori, quale insieme di piccole cale marinare (Sturla a mare, sulla foce del torrente Sturla, Vernazzola e Boccadasse, quest'ultimo compreso nel limitrofo quartiere di Albaro), è situato sul golfo omonimo.
Nell'Ottocento il territorio dell'attuale quartiere faceva parte del comune di San Martino d'Albaro, mentre il borgo di Vernazzola era frazione di San Francesco d'Albaro (entrambi questi comuni furono annessi a Genova nel 1874).

## Geografia fisica

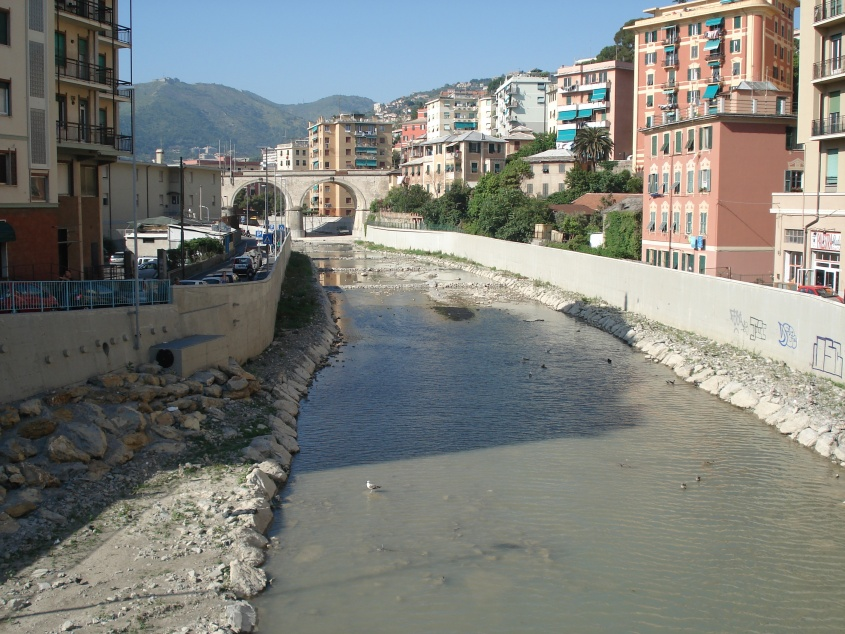
Il torrente Sturla

### Territorio
Il quartiere è tagliato in due dall'omonimo torrente Sturla che sfocia nel mare antistante. Lo Sturla è lungo dieci chilometri e raramente è in secca. Nasce nella zona di San Desiderio e Bavari da dove corre in una stretta valle tra le pendici del monte Fasce e del monte Ratti, giungendo poi alla zona di Borgoratti. Sfocia vicino al depuratore raccogliendo nel suo percorso le acque dei suoi affluenti quali il rio Pomà, il rio Canè, il rio Penego ed altri rivi minori.
Altro torrente della zona è il rio Vernazza, oggi completamente incanalato in gallerie sotterranee, che dalla zona dell'antica Aurelia Romana denominata appunto Vernazza, nel quartiere di San Martino, passando per la valletta in cui è collocato il liceo King e quindi sotto piazza Sturla, sfocia nell'insenatura di Vernazzola.
Nella zona di Sturla fin dall'Alto Medioevo sorsero, favoriti dalla presenza di idonei approdi, alcuni insediamenti marinari. Questi antichi borghi, con le case dei pescatori affacciate sul mare, restano oggi defilati rispetto al percorso della via Aurelia, che proprio in questo punto si allontana dalla costa.

### Clima
Dati stazione meteo Limet 2012-2025 della Sportiva Sturla (m.10slm)
| Mese                  | Mesi        | Mesi        | Mesi        | Mesi        | Mesi        | Mesi        | Mesi        | Mesi        | Mesi        | Mesi        | Mesi        | Mesi        | Stagioni | Stagioni | Stagioni | Stagioni | Anno  |
| Mese                  | Gen         | Feb         | Mar         | Apr         | Mag         | Giu         | Lug         | Ago         | Set         | Ott         | Nov         | Dic         | Inv      | Pri      | Est      | Aut      | Anno  |
| --------------------- | ----------- | ----------- | ----------- | ----------- | ----------- | ----------- | ----------- | ----------- | ----------- | ----------- | ----------- | ----------- | -------- | -------- | -------- | -------- | ----- |
| T. max. media (°C)    | 13,2        | 13,4        | 15,5        | 18,0        | 20,9        | 25,3        | 27,6        | 28,2        | 25,6        | 21,4        | 17,1        | 14,4        | 13,7     | 18,1     | 27,0     | 21,4     | 20,1  |
| T. media (°C)         | 10,5        | 10,8        | 12,7        | 15,1        | 18,2        | 22,6        | 24,9        | 25,3        | 22,5        | 18,8        | 14,5        | 11,6        | 11,0     | 15,3     | 24,3     | 18,6     | 17,3  |
| T. min. media (°C)    | 7,9         | 8,2         | 9,9         | 12,3        | 15,4        | 19,9        | 22,1        | 22,5        | 19,4        | 16,1        | 11,8        | 8,9         | 8,3      | 12,5     | 21,5     | 15,8     | 14,5  |
| T. max. assoluta (°C) | 21,2 (2015) | 18,3 (2024) | 26,4 (2017) | 29,8 (2018) | 31,2 (2022) | 35,2 (2019) | 35,3 (2024) | 34,1 (2015) | 33,4 (2020) | 27,4 (2016) | 22,8 (2014) | 20,6 (2018) | 21,2     | 31,2     | 35,3     | 33,4     | 35,3  |
| T. min. assoluta (°C) | 1,1 (2019)  | −2,2 (2018) | −0,7 (2018) | 5,9 (2020)  | 8,6 (2017)  | 13,3 (2013) | 16,0 (2016) | 16,8 (2013) | 12,3 (2020) | 7,8 (2012)  | 4,4 (2013)  | 0,9 (2012)  | −2,2     | −0,7     | 13,3     | 4,4      | −2,2  |
| Precipitazioni (mm)   | 112         | 108         | 138         | 71          | 84          | 46          | 35          | 42          | 124         | 207         | 254         | 143         | 363      | 293      | 123      | 585      | 1 364 |

## Storia

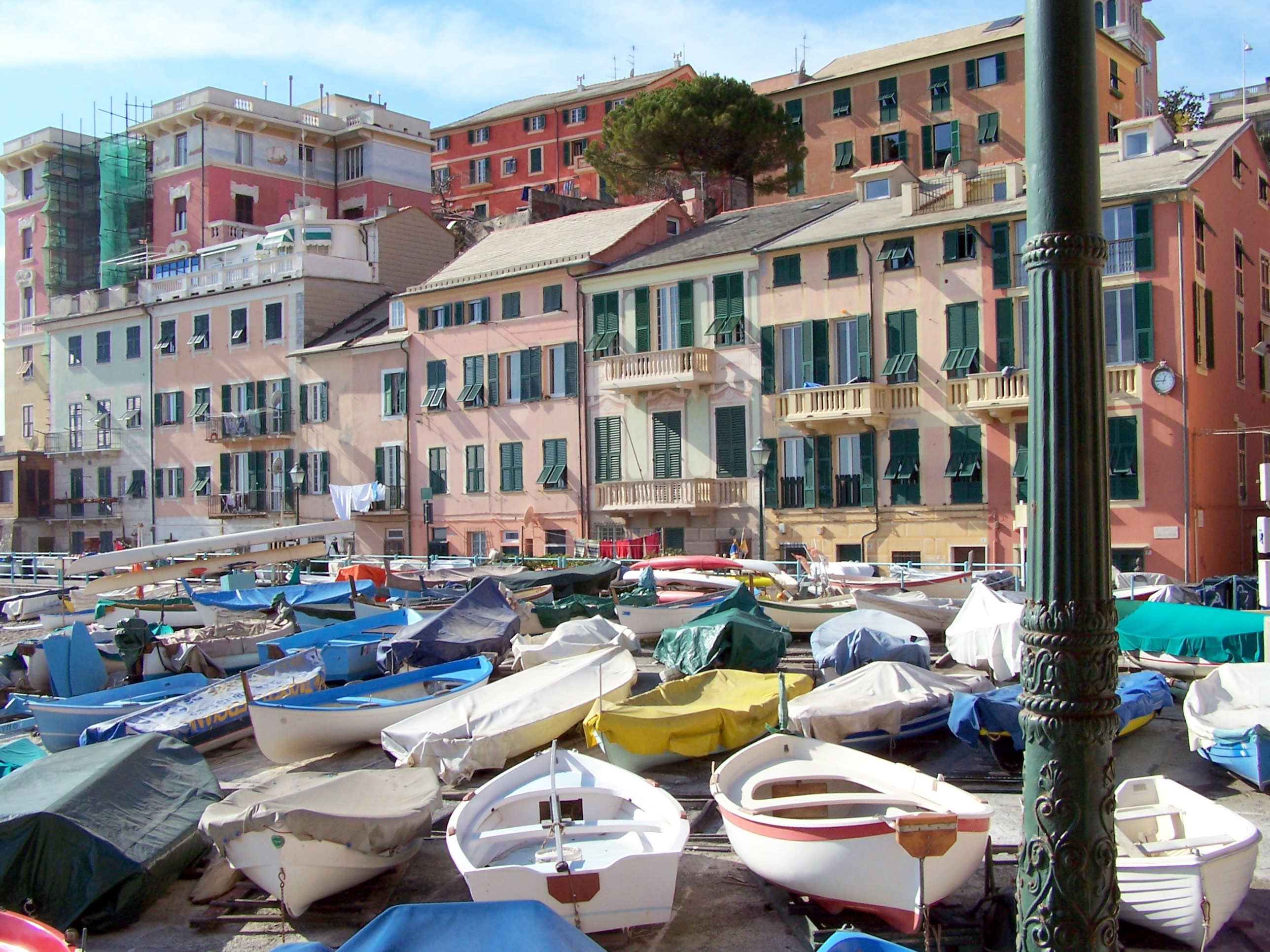
Scorcio di Vernazzola

Le vicende storiche di Sturla sono strettamente legate a quelle di Genova. La zona fino all'inizio del Novecento, come del resto i due comuni a cui apparteneva (San Francesco d'Albaro e San Martino d'Albaro), era formata da piccoli nuclei abitati di contadini e pescatori, fuori dalle principali vie di comunicazione del tempo.
Le notizie storiche più antiche riguardanti la zona di Sturla si riferiscono alle frequenti lotte tra fazioni guelfe e ghibelline che insanguinarono Genova nel Medioevo. Si ha notizie di scontri tre le famiglie Grillo e Vento nel 1179.
Nel 1284, Oberto Doria, Capitano del popolo e ammiraglio della Repubblica di Genova, nel corso della guerra contro i Pisani, culminata il 6 agosto dello stesso anno con la battaglia della Meloria, schierò le sue navi davanti alla spiaggia di Sturla, in attesa degli eventi.
Il 26 novembre 1322 i guelfi attaccarono in forze il castello di Sturla, presidio dei ghibellini che da lì potevano dominare la valle del Bisagno. Dopo due giorni gli assedianti, che disponevano anche di un trabucco, colpirono il castello con getti di pietre, danneggiandolo, e il castellano Antonio Doria fu costretto ad arrendersi.
Nel 1363, durante un banchetto dato dal nobile Pietro Malocello nella sua casa di Sturla in onore di Pietro I, re di Cipro, in visita a Genova, morì improvvisamente, forse avvelenato, il doge genovese Simone Boccanegra.

## Monumenti e luoghi d'interesse

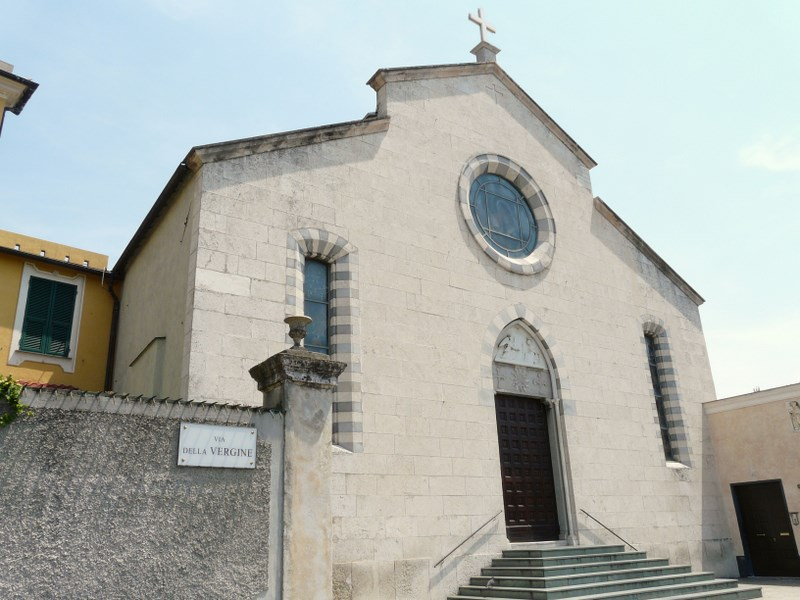
La chiesa della Santissima Annunziata di Sturla

### Architetture religiose
- Chiesa della Santissima Annunziata di Sturla, il cui primo impianto architettonico fu edificato tra il 1434 e il 1435 per volontà dei sacerdoti Domenico Verrucca e Pietro Micichero. Fu officiata dai Canonici regolari di San Giorgio in Alga fino 1668; passò quindi agli Agostiniani, che dovettero lasciarla nel 1797 per le leggi napoleoniche di soppressione degli ordini religiosi. Succursale di San Martino d'Albaro, divenne parrocchia nel 1894. Negli anni quaranta del Novecento la chiesa subì un radicale restauro, che comportò in pratica il totale rifacimento dell'edificio. Questo rifacimento ha praticamente cancellato i vari rifacimenti di epoca barocca per riportare l'edificio, almeno nella sua struttura essenziale, all'originaria forma quattrocentesca, anche se il restauro è stato condotto in maniera interpretativa e non su basi scientifiche rigorose.[4]
- Oratorio dei Santi Nazario e Celso. Primo edificio religioso sorto a Sturla, situata in vico del Pesce, non lontano dalla foce del torrente Sturla, è oggi l'oratorio dei Disciplinati di Sturla, sotto il titolo di san Rocco. Fu costruita nel XIV secolo (le prime notizie risalgono al 1311), restaurata nel 1391[5] e completamente riedificata nel 1594. Nel 2002 è stata completamente restaurata. Già parrocchia autonoma, nel 1406 divenne suffraganea di San Martino d'Albaro, sotto il patronato degli Spinola. In seguito divenne l'oratorio della confraternita intitolata ai Santi Rocco e Nazario e Celso. Vi sono conservati notevoli cicli di affreschi dipinti tra il XIV e il XVII secolo, mentre altre opere d'arte, tra cui la pala d'altare raffigurante i Santi Rocco, Nazario e Celso, Caterina da Siena e Sebastiano, opera di Bernardo Castello, sono state trasferite nella parrocchiale della Santissima Annunziata.
- Oratorio di San Giovanni Battista e monastero delle Battistine. A Sturla si trova il monastero delle suore Romite Battistine, ordine religioso femminile fondato a metà del Settecento da Giovanna Battista Solimani. Le monache si sono trasferite qui nel 1924 dalla sede originaria che si trovava nel centro di Genova, nella strada ancora oggi denominata salita delle Battistine. Accanto al convento sorge una chiesa intitolata a san Giovanni Battista, consacrata il 18 giugno 1960, nella quale è collocata la tomba della fondatrice.[6]
- Monastero di Santa Chiara e di San Sebastiano, presso il capo di Santa Chiara nel rione di Vernazzola. Il primo edificio fu fondato nel 1480 e, dopo vari spostamenti, nel 1900 qui furono trasferite le monache dell'ordine di Sant'Agostino riunite dai precedenti monasteri di Santa Chiara di Rapallo (il trasferimento è datato al 1902) e del genovese di San Sebastiano (demolito nel 1872 per la realizzazione dell'attuale via Roma).

### Architetture civili

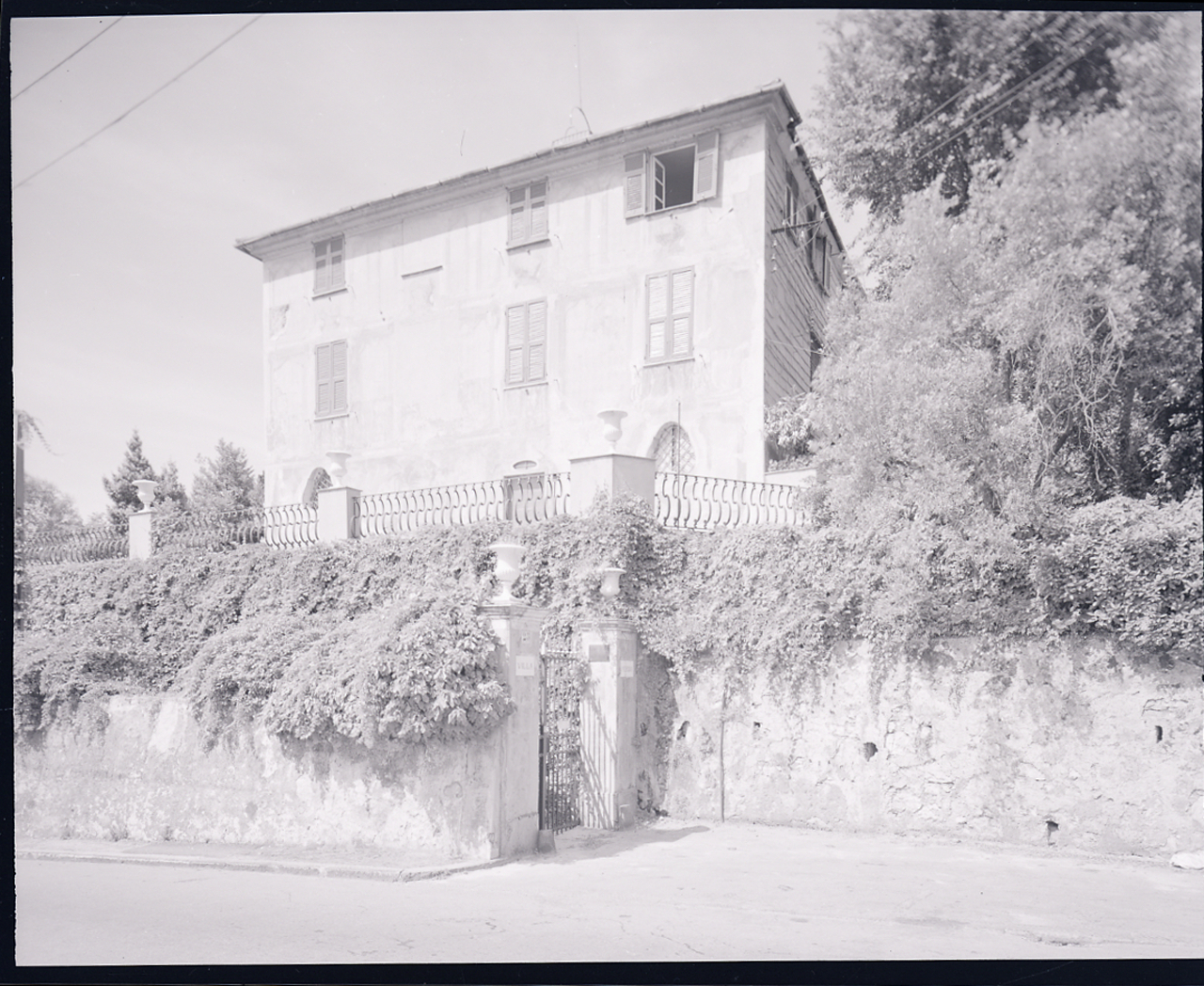
Villa Bernabò Brea in una foto di Paolo Monti del 1963

- Castello Turcke, presso il Capo di Santa Chiara a Boccadasse, opera del 1903 dell'architetto Gino Coppedè. È denominato anche come Rocca Tirrena o, localmente, "del Turco".
- Villa Bernabò Brea, ospita una scuola dell'infanzia.
- Casa del Soldato, importante esempio di architettura razionalista.

### Aree naturali
Nel territorio di Sturla è presente e preservato un sito di interesse comunitario, proposto dalla rete Natura 2000 della Liguria, per il suo particolare interesse naturale e geologico. Il sito è collocato tra i fondali dei quartieri genovesi di Boccadasse, Sturla, Quarto dei Mille, Quinto al Mare e Nervi dove è segnalato un particolare habitat formato da praterie di posidonia oceanica e formazioni coralline. Tra le specie animali sono presenti i pesci: bavosa cornuta, bavosa ruggine, cavalluccio marino, tordo grigio, tordo merlo, tordo musolungo, tordo pavone.

## Cultura

### Musica
A Sturla era attiva una delle più note squadre di canto popolare genovese di trallalero, i Canterini Vecchia Sturla, fondata nel 1926 ma oggi non più esistente.

## Geografia antropica

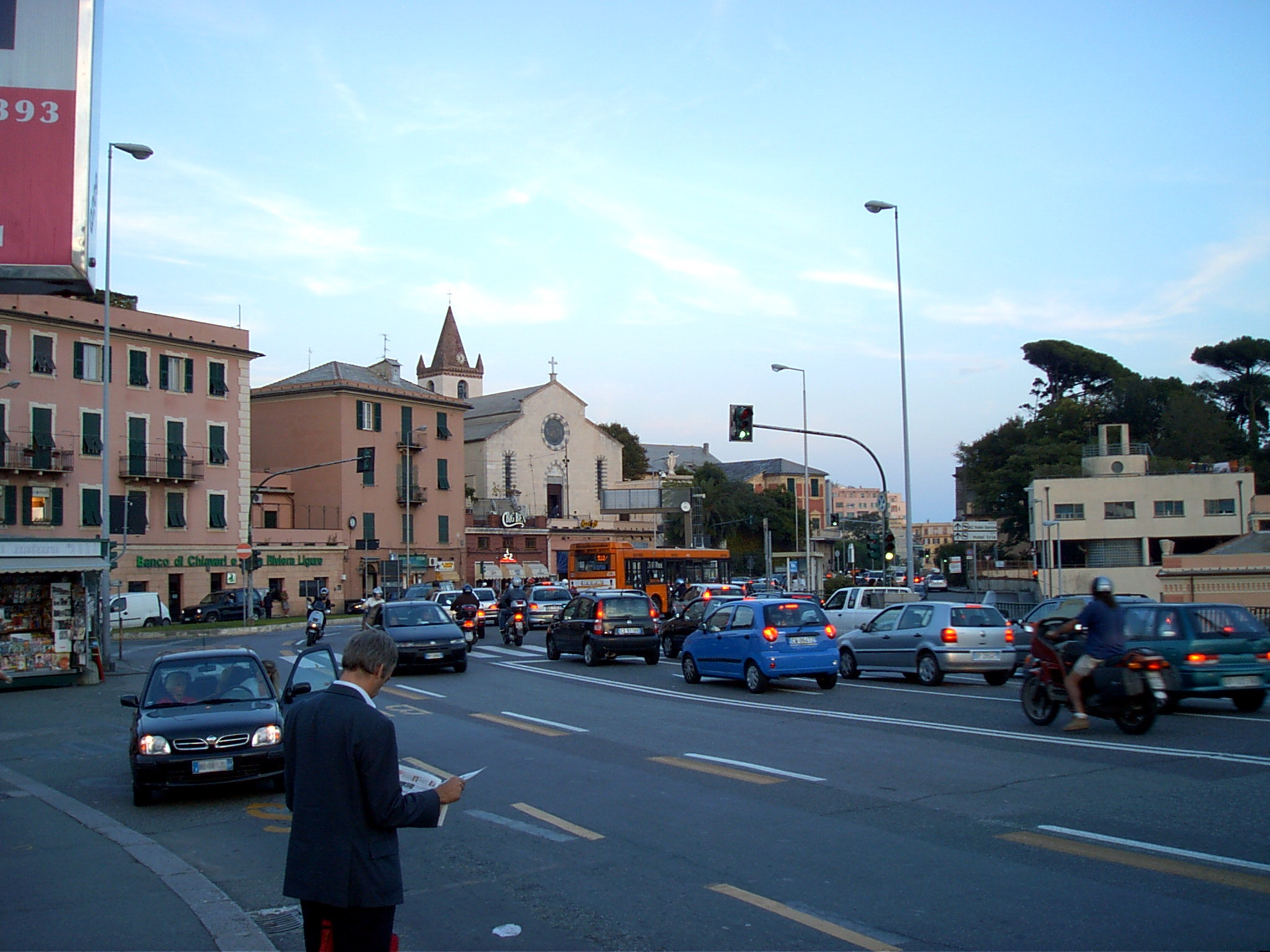
Piazza Sturla

Attualmente con il toponimo Sturla viene indicata tutta l'area urbana compresa tra corso Europa, via Orsini, la sponda destra dello Sturla, dal quale prende il nome, e il mare.
Il quartiere nel corso del Novecento ha conosciuto un'impetuosa espansione edilizia, all'interno della quale sono tuttavia ancora riconoscibili i nuclei originari degli antichi borghi marinari. I rioni limitrofi sono, ad ovest Albaro; a nord Borgoratti e San Martino; ad est Quarto dei Mille.
Il quartiere ospita il campo sportivo per l'atletica leggera Villa Gentile e alcune strutture balneari pubbliche e private, compresa una piscina presso la società Sportiva Sturla. Tra Sturla e Vernazzola è stato realizzato un depuratore delle acque del sistema fognario urbano.
Nel quartiere si trovano diversi istituti scolastici: l'asilo nido "Nini Corsanego", la scuola dell'infanzia "Bartolomeo Chighizola", entrambi sulla via diretta da piazza Sturla a Vernazzola; la scuola primaria intitolata a Ettore Vernazza, la scuola secondaria "Bernardo Strozzi" e il liceo scientifico e classico "Martin Luther King", realizzato negli anni sessanta del Novecento.
Al sobborgo di Sturla il poeta Vico Faggi, genovese d'adozione, ha dedicato questi versi:
(da Vico Faggi, Sturla. Mattino)

### Vernazzola
(Seia à Vernasseua di Edoardo Firpo)

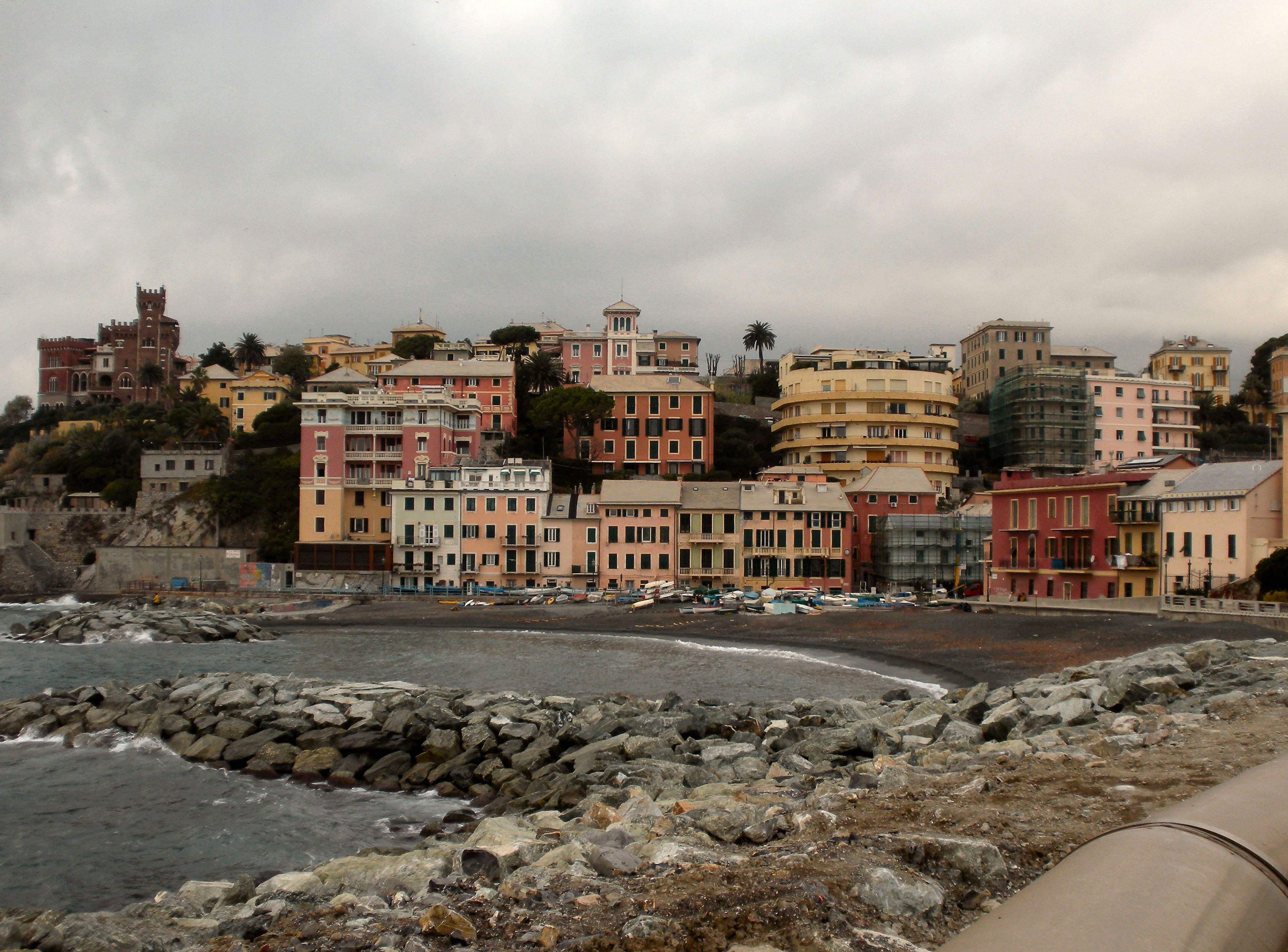
Il borgo di Vernazzola

Vernazzola, caratteristico borgo marinaro alla foce del rio Vernazza, si trova a poca distanza a levante di Boccadasse, il più conosciuto dei piccoli borghi marinari della zona, che però fa parte del quartiere di Albaro. Dalla baia sulla quale si affaccia il borgo, protetta dagli scogli detti Grosso e Bernardina, lo sguardo spazia a levante fino al promontorio di Portofino.
Vernazzola, oltre che borgo marinaro, in passato è stato soprattutto un importante approdo, dal quale aveva inizio la via che risalendo la valle Sturla attraverso Bavari portava nell'alta Val Bisagno. Per questa ragione, immediatamente dietro le case della riva sorgeva un tempo un convento di domenicani, con annesso ospitale a servizio dei viaggiatori. Nel tempo, dietro la palazzata di riva sorsero palazzi di villa di famiglie patrizie genovesi ed infine, nel primo Novecento, lussuosi villini in stile Liberty. Come Boccadasse, il borgo conserva intatti le antiche case, l'impianto viario e l'atmosfera di un tempo.
Alcune delle vie intorno a Vernazzola hanno caratteristici nomi ispirati all'antica mitologia classica: Argonauti, Giasone, Icaro, Pelio, Urania. Questi nomi furono attribuiti per volere dell'ultimo sindaco di San Francesco d'Albaro, appassionato cultore del mondo classico, poco prima dell'annessione del comune a Genova, nella seconda metà dellOttocento.
Lungo la via che conduce al capo di Santa Chiara, caratteristico punto panoramico, sovrastato dal medievaleggiante castello Turcke, si trovano alcune ville settecentesche, il convento delle Agostiniane e la chiesetta di Santa Chiara, fondata nel XVI secolo.

### Sturla a mare

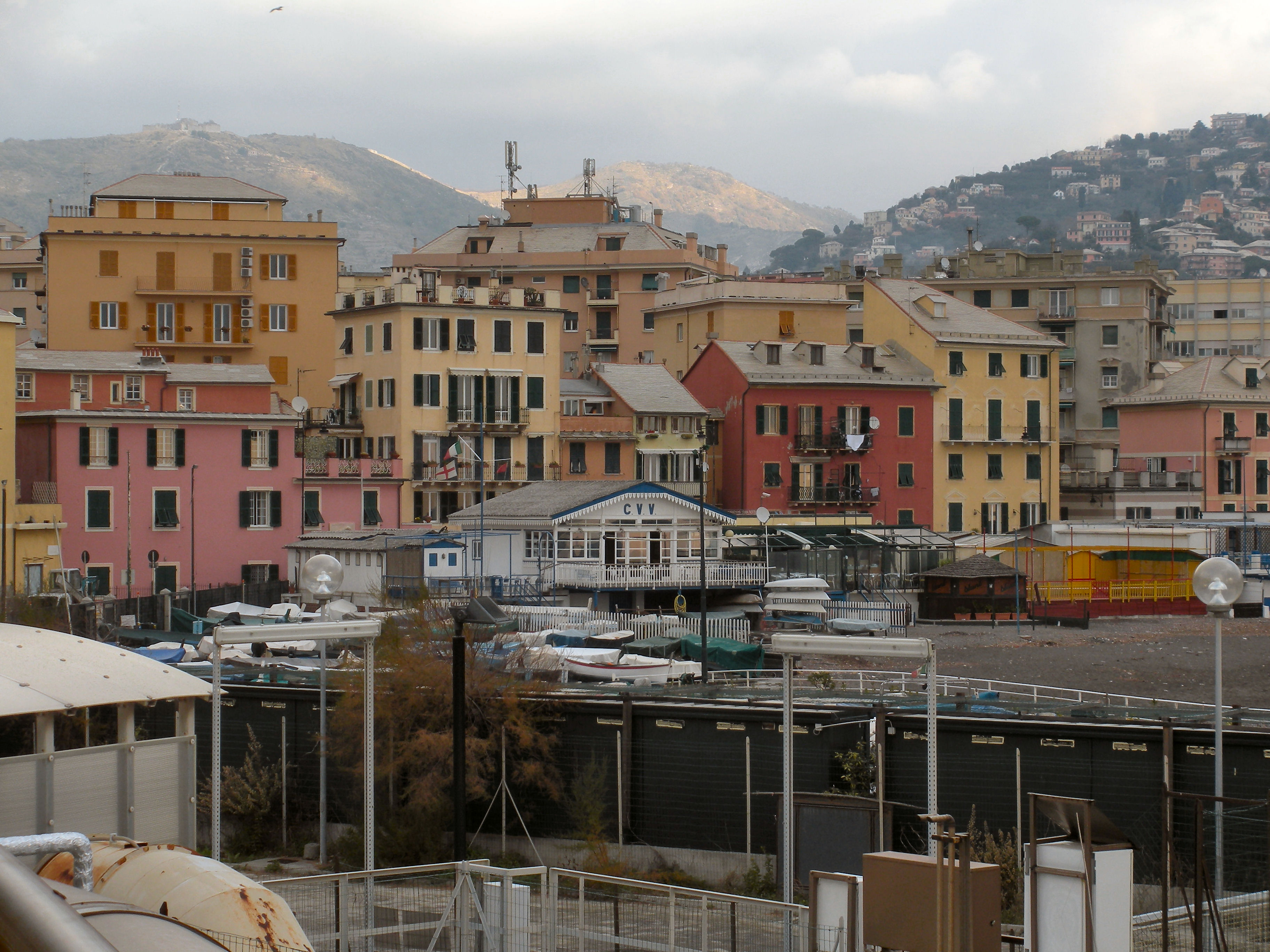
Le case di Sturla a mare

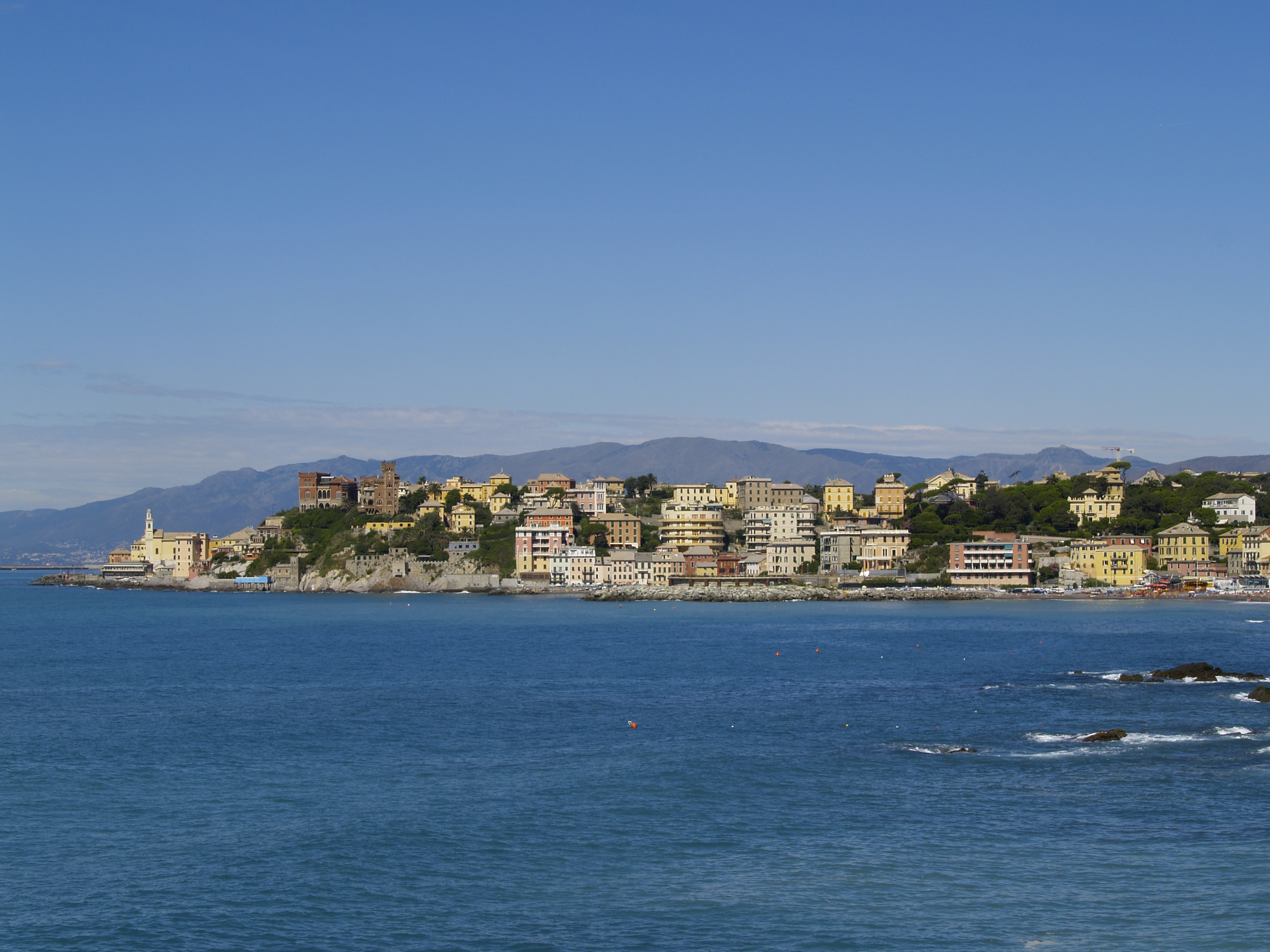
Veduta panoramica da Boccadasse a Vernazzola

Vicinissimo a Vernazzola, separato dalla piccola altura che divide il rio Vernazza e il torrente Sturla, si trova il nucleo storico di Sturla, piccolissimo borgo di pescatori, come evidenziato da alcuni toponimi, che si snoda sulla direttrice di via del Tritone, via Tabarca, via Zoagli, vico del Pesce e via del Bragone.
Oggi il borgo, in parte ridimensionato dall'apertura immediatamente a monte della moderna viabilità di scorrimento (via dei Mille), è composto da poche case raccolte intorno all'antichissimo oratorio dei Santi Nazario e Celso, la cui esistenza è documentata dal 1311 anche se fu riedificato in epoca barocca e ricostruito completamente nel 2002.

## Infrastrutture e trasporti

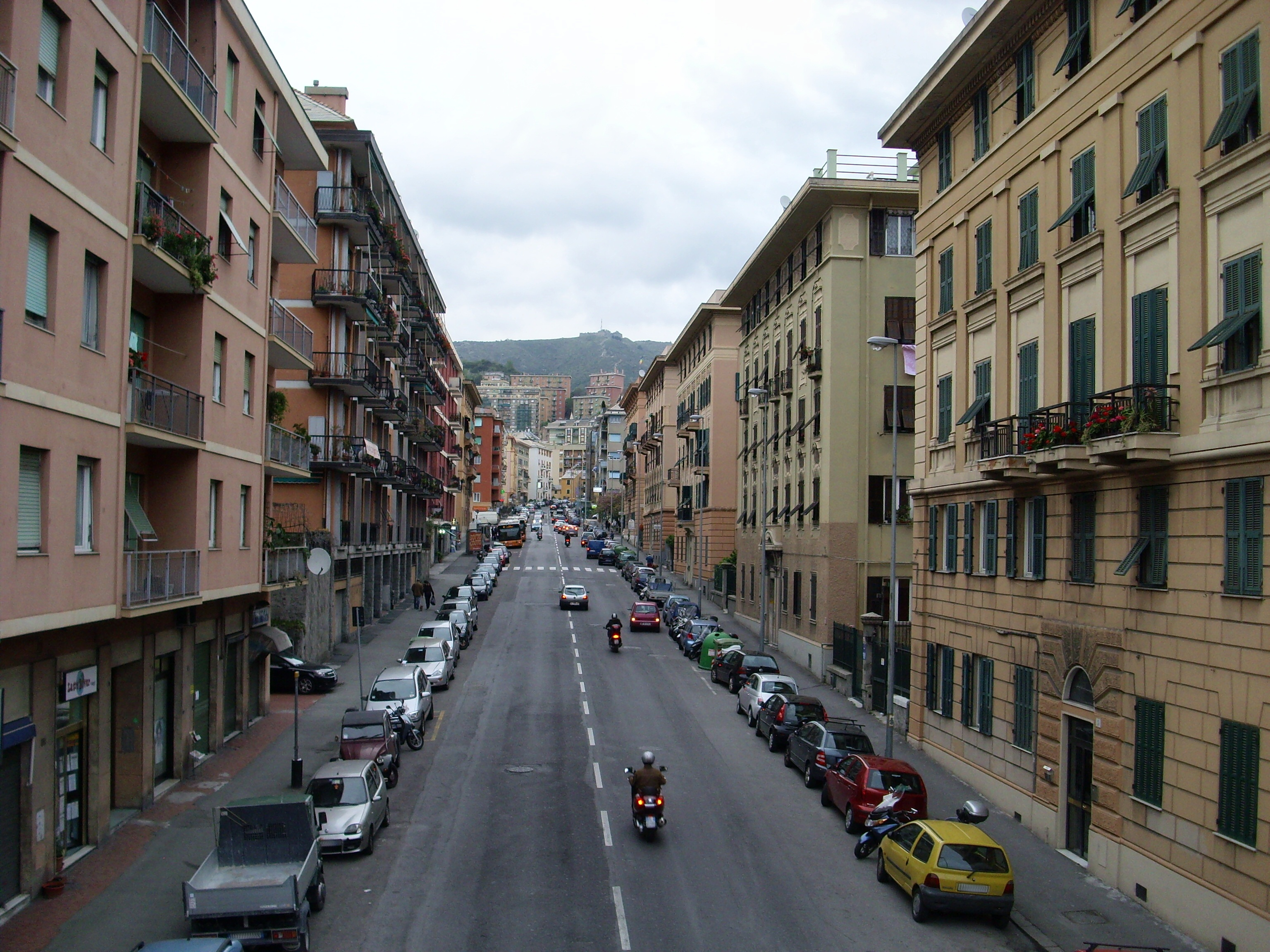
Via Isonzo, fotografata dalla stazione ferroviaria.

### Strade
Inizialmente la Via Aurelia, usata dal Medioevo sino all'epoca napoleonica, evitava la parte a mare passando per le vie Antica Romana di Quarto, per il Ponte Vecchio di Sturla (un ponte medioevale che con due arcate passa sullo Sturla), per le vie delle Casette, Pontetti e Vernazza.
Con la rivoluzione viaria ottocentesca di Genova nella zona di Albaro e Sturla fu aperta la "strada Principale", prosecuzione verso Genova della nuova via Aurelia a mare, che nel 1808 aveva raggiunto Nervi da levante. La nuova strada, perpendicolare alle antiche creuze che scendevano verso il mare ponendo fine all'isolamento della città sulla direttrice di Levante, raggiunta la chiesa parrocchiale di Sturla (affacciata su piazza Sturla) si dirigeva verso San Martino, per arrivare da qui a Genova. Nel Novecento vennero realizzati altri assi viari che partendo dalla piazza Sturla collegavano più direttamente il quartiere al centro di Genova.
La piazza Sturla venne ampliata con un viadotto che prosegue come via Caprera sulla valletta del torrente Vernazza. A mare di questa moderna viabilità restano appartati gli antichi e piccoli borghi di pescatori.
Da piazza Sturla, proseguendo verso l'interno tramite via Sturla, viale Massaua e via Isonzo si giunge in corso Europa, strada realizzata negli anni sessanta, che collega, attraversandoli, i quartieri del levante genovese con il centro cittadino.
Il casello autostradale più vicino è quello di Genova-Nervi, sull'autostrada A12, a 4 km da Sturla.

### Ferrovie
A Sturla si trova una stazione ferroviaria sulla linea Genova-Pisa, nella quale fermano esclusivamente treni regionali, utilizzati per i collegamenti con gli altri quartieri cittadini e i vari centri della riviera di Levante.

### Mobilità urbana
Il quartiere di Sturla è servito da autobus urbani dell'AMT Genova.

## Sport
- La Sportiva Sturla, fondata nel 1920, è attiva negli sport acquatici (nuoto e soprattutto pallanuoto, in cui vinse il campionato nel 1923, interrompendo, per un solo anno, la serie di successi dei rivali dell'Andrea Doria, durata per tutti gli anni venti).[14] In tempi più recenti, la squadra di pallanuoto, dopo aver sfiorato la promozione in A1 nei primi anni novanta, milita dalla stagione 2018/2019 nella serie A2. La Sportiva Sturla organizza dal 1969 il "Memorial Morena", meeting internazionale di nuoto giovanile, che si tiene con cadenza biennale, e il "Miglio marino di Sturla", gara di nuoto in mare aperto, che si svolge dal 1913 e che nelle sue numerose edizioni ha visto tra i vincitori nuotatori di livello internazionale, tra i quali si possono citare in campo maschile Mattia Alberico e Marco Formentini, in campo femminile Paola Cavallino e Giorgia Consiglio (la gara femminile si tiene dal 1986).[15]
- La ASD Urania di Vernazzola, fondata nel 1926, è attiva nel canottaggio e nella pesca sportiva.[10]
- Il Circolo Nautico Sturla, fondato nel 1981 da sturlesi (Lorenzo Podestà, campione del mondo di vela e a lungo presidente del CONI Liguria[16], Bruno Agostini, Giacomo"Mario"Solari e altri), è attivo nella vela e nella pesca subacquea. Il CNS è ad oggi una delle poche società sportive liguri a fregiarsi di un titolo di campione italiano a squadre di "Pesca SUB seconda categoria" (anno 1997), e di una medaglia di bronzo ottenuta nella categoria Laser alle olimpiadi di Pechino del 2008 dal suo atleta Diego Romero.[17]
- La Società Sportiva Dilettanti Pesca Sturla, fondata nel 1973, attiva nella pesca sportiva, vince nel 2013 il titolo di campione d'Italia nella specialità "bolentino".
- La Unione Sportivi Subacquei Dario Gonzatti ASD, fondata nel 1948 dai pionieri dell'attività subacquea in Italia (Egidio Cressi, Aldo Gasco, Luigi Ferraro, Gianni Foroni, Duilio Marcante, Luigi Stuart Tovini e altri) è intitolata al sub Dario Gonzatti deceduto nel 1947 durante un'immersione nella baia di San Fruttuoso.
- Nel quartiere è stato costruito nel 1971 il campo di atletica leggera di Villa Gentile.
- Per le particolari condizioni che la contraddistinguono l’area del golfo di Sturla si è rivelata uno spot particolarmente adatto alla pratica del kitesurf. Non è insolito trovare nelle giornate di scirocco giovani atleti intenti a domare vento e onde con i loro coloratissimi aquiloni.